# Joachim Frederik Ramus
Joachim Frederik Ramus (10. september 1685 eller 3. juli 1686 i Trondhjem – 4. januar 1769) var en dansk matematiker og ingeniør, søn af Melchior Ramus.
Efter at Ramus 1707 var kommen til København som student, viste han lyst til tegning og matematik og studerede dette sidste fag under Ole Rømer, hvem han hjalp med et kort over Nordsøen.
Efter flere år at have været på rejser blev han 1718 stadskonduktør i København, 1720 lærer ved navigationsskolen på Møen, hvilken skole, stadig under Ramus, i 1727 flyttedes til København og 1737 nedlagdes.
Tillige designeredes han 1720 til professoratet i matematik ved universitetet og overtog det i 1722. I 1725 blev han direktør for brand- og vandvæsenets kommission i København.
Han har udført Sortedamssøens rensning og regulering, istandsat slottene med mere og var medlem af flere kommissioner med praktiske formål; men desuden sendtes han til Oldenborg for at istandsætte digerne og til Kongsberg Sølvværk for at foretage en synsforretning.
Som belønning for disse hverv blev han ikke blot kancelliråd 1720 og virkelig justitsråd 1738, men fik almanakprivilegiet på livstid, og dette ændredes på en for ham og hans familie gunstig måde, da han ikke havde tid til selv at udføre det dermed forbundne arbejde.
Ramus har som ung skrevet nogle trigonometriske og astronomiske disputatser. Som professor har han til undervisningsbrug udgivet noget af Euclids elementer på latin (1737) og en dansk oversættelse af en tysk elementær lærebog af Chr. Wolff.
Disse bøger har han formodentlig lagt til grund for de forelæsninger for begyndere, som han holdt, når hans andre Hverv tillode det. I senere år tilbød han tillige de videregående hjælp med studierne. Fra 1747 holdt han ikke forelæsninger.
Han kom ind i Videnskabernes Selskab ganske kort efter dets stiftelse 1742 og har i dets skrifter i et arbejde om nordlys omhyggelig sammenstillet ældre og nyere beretninger om iagttagelse af dette fænomen. Han døde som universitetets senior.